# Odžak (Gemeinde)
Odžak ist eine Großgemeinde (Općina) in Bosnien und Herzegowina mit etwa 21.000 Einwohnern. Die mehrheitlich von Kroaten bevölkerte Gemeinde liegt in Nordbosnien und gehört zum Kanton Posavina der Föderation. Hauptort der Gemeinde ist die Stadt Odžak.
Die Gemeinde Odžak ist umgeben von den Flüssen Bosna (Osten), Save (Norden) und dem Berg Vučijak (Westen). Die nördliche Gemeindegrenze bildet einen Teil der Grenze zu Kroatien. Im Umkreis von Odžak befinden sich die Gemeinden Bosanski Šamac, Modriča und Vukosavlje.

## Bevölkerung
Im Jahr 1991 hatte die Gemeinde Odžak 30.651 Einwohner, davon bezeichneten sich
- 54,15 % als Kroaten
- 20,32 % als Bosniaken
- 19,85 % als Serben
- 5,68 % als Jugoslawen & Andere

Dabei war die Bevölkerungszusammensetzung in den einzelnen Dorf- und Stadtgemeinden wie folgt:
| ORT             | GESAMT | KROATEN | BOSNIAKEN | SERBEN | JUGOSLAWEN & ANDERE |
| --------------- | ------ | ------- | --------- | ------ | ------------------- |
| Ada             | 638    | 628     | -         | 1      | 9                   |
| Donja Dubica    | 3.254  | 2.137   | 1         | 979    | 137                 |
| Donji Svilaj    | 1.576  | 1.408   | 2         | 143    | 23                  |
| Gnionica        | 818    | 25      | 5         | 760    | 128                 |
| Gornja Dubica   | 1.596  | 1.579   | -         | 3      | 14                  |
| Gornji Svilaj   | 1.810  | 1.004   | 1         | 748    | -                   |
| Josavica        | 252    | -       | -         | 240    | 12                  |
| Novi Grad       | 1.907  | 226     | 4         | 1.587  | 90                  |
| Novo Selo       | 2.669  | 2.626   | -         | 5      | 38                  |
| Odžak           | 9.386  | 1.404   | 6.205     | 599    | 1.178               |
| Posavska Mahala | 1.199  | 1.165   | -         | 6      | 28                  |
| Potočani        | 2.250  | 2.029   | -         | 176    | 45                  |
| Srnava          | 880    | 703     | 2         | 133    | 42                  |
| Vrbovac         | 1.721  | 1.404   | -         | 287    | 30                  |
| INSGESAMT       | 30.056 | 16.338  | 6.220     | 5.667  | 1.831               |

Die Volkszählung im Jahr 2001 fand wegen der fehlenden finanziellen und politischen Unterstützung des Staates nicht statt. Die heutige Größe beträgt 177 km² und 2013 lebten etwa 21.000 Einwohner in dieser Verbandsgemeinde. Etwa 5.400 leben mit ihren Familien wegen der Arbeit im Ausland und ca. 5.804 leben im Ausland als Flüchtlinge. Das Zentrum der Gemeinde Odžak liegt in der gleichnamigen Stadt, aber die Einwohner leben in weiteren 14 bevölkerten Dörfern.
1991 gab es laut dem Arbeitsamt 1.300 Arbeitslose in Odžak. 1991 betrug die Prozentzahl der Arbeitslosen 20,65 % und die Anzahl der Berufstätigen 79,35 %.
Heute sind insgesamt 2.300 Einwohner in Odžak berufstätig und das in folgenden Sektoren:
- in 161 privaten Unternehmen (1.118)
- in öffentlichen Unternehmen des Verwaltungsbezirks der Ökonomik (46)
- in öffentlichen Institutionen, Versicherungsunternehmen, im Bildungswesen, Gesundheitswesen (350)
- in 262 Herstellungs- und Dienstleistungsunternehmen (786)

## Geschichte

### Bosnienkrieg
Der Bosnienkrieg erreichte Odžak am 21. April 1992. Stadt und Gemeinde wurden durch heftige Kämpfe zwischen serbischen und kroatischen Truppen in Mitleidenschaft gezogen. Nachdem die Kroaten sich 1992 zurückgezogen hatten, stand die Gemeinde beinahe während des gesamten Krieges unter serbischer Kontrolle. Durch den Vertrag von Dayton kam der größte Teil der Gemeinde Odžak 1995 zur neuen Entität Föderation Bosnien und Herzegowina (Federacija Bosne i Hercegovine), war jedoch zu diesem Zeitpunkt komplett zerstört und unbewohnbar. Heute wird die Gemeinde großteils von Kroaten und Bosniaken bewohnt. Die Kriegsschäden sind im Stadtzentrum zwar verschwunden, aber insbesondere in den früher von Serben bewohnten Orten teilweise noch sichtbar.
Der südliche Teil des Gemeindegebiets (u. a. mit den bereits zuvor mehrheitlich serbisch besiedelten Orten Gnionica und Josavica) verblieb nach dem Krieg unter serbischer Kontrolle und spaltete sich als eigenständige Gemeinde Vukosavlje von Odžak ab.

### Hochwasser 2014
Im Mai 2014 waren Odžak und die umliegenden Dörfer eine der am schwersten vom Hochwasser betroffenen Gegenden in Bosnien und Herzegowina. Es mussten über 5.000 Einwohner aus ihren Häusern evakuiert werden. Besonders prekär war die Situation am 17. Mai, als der Damm an der Mündung der Bosna in die Save brach. Die Save hatte hierbei an der nahegelegenen Messstelle Šamac den höchsten je gemessenen Wasserstand von 891 cm erreicht und flutete einen Großteil der Häuser. Da in Odžak die Landwirtschaft traditionell stark ausgeprägt ist, verendete zudem eine hohe Zahl von Tieren.

## Wirtschaft und Infrastruktur
Die Landwirtschaft ist der wichtigste Wirtschaftszweig und größte Arbeitgeber, hat jedoch infolge des Wegbrechens von Absatzmärkten mit dem Zerfall Jugoslawiens und durch kriegsbedingte Schäden große Probleme.
Weitere Wirtschaftszweige in der Gemeinde Odžak sind:
- der Landbau
- die Vieh/Tierzucht
- der Gemüseanbau
- der Obstbau
- die Bienenzucht
- das Forstwesen

Die Industrie stellt auch einen wichtigen Faktor in Odžak dar. Es handelt sich dabei nur um kleine oder selten mittelgroße Firmen, die im Privatbesitz stehen. In Odžak gibt es folgende Industriezweige:
- Textil und Lederindustrie
- Chemische Industrie
- Nahrungsindustrie
- Metallindustrie
- Holzindustrie

### Bildungswesen
In Odžak gibt es folgende Bildungsinstitute:
- Vorschule – Kindergarten „Paola Cerueto“
- Grundschule – OŠ (Osnovna škola) „Vladimir Nazor“
- Mittelschule – SŠ (Srednja škola) „Pero Zečević“
- Schulwesen für Kinder mit Invalidität

## Gemeindegliederung
Folgende Dorf- und Stadtgemeinden gehören zur Gemeinde Odžak:
- Ada (ehemals: Mrka Ada)
- Bijele Bare
- Donja Dubica
- Donji Svilaj
- Gornja Dubica
- Gornji Svilaj
- Jošava
- Lipik
- Mala Brusnica
- Novi Grad
- Novo Selo (in der Bevölkerung auch „Balegovac“ genannt)
- Osječak
- Papučija
- Posavska Mahala (in der Bevölkerung auch „Vlaška Mala“ genannt)
- Potočani
- Prnjavor
- Prud (gehörte vor dem Daytoner Abkommen zum Landkreis Bosanski Šamac)
- Trnjak
- Vojskova
- Vrbovac
- Zorice

Durch den Vertrag von Dayton wurden die Orte Gnionica, Jošavica und Srnava der Republika Srpska zugeteilt. Erstere hatten bereits vor dem Krieg eine serbische Bevölkerungsmehrheit, Srnava dagegen eine kroatische.

## Kirchweih (Blagoslov) in der Gemeinde Odžak
Die römisch-katholische Form der Kirchweih (kroat.: kirvaj oder blagoslov) wird als religiöses Fest anlässlich der Weihe einer christlichen Kirche gefeiert. Die Jahrestage der Kirchweih spielen für die kroatische Bevölkerung in Odžak und Umgebung eine wichtige gesellschaftliche Rolle. Am Kirchweihtag besucht man den Gottesdienst in der jeweiligen Gemeinde, um danach auf dem Dorfplatz gemeinsam zu feiern und/oder Bekannte und Verwandte aus der Gemeinde zu besuchen.
| Tag    | Gemeinde/Dorf    | Blagoslov (kroatisch)      | Kirchweih(deutsch)              |
| ------ | ---------------- | -------------------------- | ------------------------------- |
| xx.04. | Potočanski Lipik | Mali Uskrs                 | Klein-Ostertag (Weißer Sonntag) |
| 23.04. | Donji Svilaj     | Sv. Juraj (Jurjevo)        | Heiliger Georg                  |
| 23.04. | Vrbovac          | Sv. Juraj (Jurjevo)        | Heiliger Georg                  |
| 25.04. | Novo Selo        | Markov Dan                 | Markus (Evangelist)             |
| 25.04. | Potočani         | Markov Dan                 | Markus (Evangelist)             |
| 25.04. | Gornji Svilaj    | Markov Dan                 | Markus (Evangelist)             |
| xx.05. | Ada              | Prva nedjelja u svibnju    | Erster Sonntag im Mai           |
| xx.05. | Posavska Mahala  | Prvi Dan Duhova            | Pfingstsonntag                  |
| 13.06. | Osječak          | Sveti Anto Padovanski      | Antonius von Padua              |
| 13.06. | Papučija         | Sveti Anto Padovanski      | Antonius von Padua              |
| 21.06. | Gornja Dubica    | Sveti Alojzije             | Aloisius von Gonzaga            |
| 24.06. | Jošava           | Sveti Ivan Krstitelj       | Johannes der Täufer             |
| 24.06. | Zorice           | Sveti Ivan Krstitelj       | Johannes der Täufer             |
| 20.07. | Vojskova         | Sveti Ilija Prorok (Ilina) | Elija (der Prophet)             |
| 15.08. | Odžak            | Velika Gospa               | Mariä Aufnahme in den Himmel    |
| 16.08. | Prud             | Sveti Rok                  | Rochus von Montpellier          |
| 12.09. | Gornji Svilaj    | Ime Marijino               | Mariä Namen                     |

xx = bewegliches Fest, dessen Datum jedes Jahr anders ist

## Sport
Insbesondere Volleyball spielt in Odžak und seinen umliegenden Gemeinden eine besondere Rolle. Fast jede Gemeinde hat im Dorfzentrum ein Volleyball-Spielfeld, auf welchen zur Sommerzeit zahlreiche Gerümpelturniere stattfinden. Die meisten Spieler des mehrfachen bosnischen Meisters und Pokalsiegers „OK Napredak“  Odžak kommen daher meist aus den umliegenden Gemeinden von Odžak.
2007 wurde eine moderne Mehrzweckhalle errichtet, welche den Anforderungen internationaler Volleyballbegegnungen entspricht. Der Großteil der Investitionen von ca. 800.000.- EUR wurden durch die Republik Kroatien getragen.
Folgende Sportvereine aus Odžak und Umgebung sind hervorzuheben:
BASKETBALL
| Verein   | Liga    | Liga-Name            |
| -------- | ------- | -------------------- |
| KK Odžak | 2. Liga | A1 Liga Herceg-Bosne |

VOLLEYBALL
| Verein                 | Liga             | Liga-Name     |
| ---------------------- | ---------------- | ------------- |
| OK Napredak Odžak      | 1. Liga          | Premijer Liga |
| OK Napredak Odžak      | 2. Liga (Frauen) | Druga Liga    |
| OK Balegovac Novo Selo | 2. Liga          | Druga Liga    |

FUSSBALL
| Verein                   | Liga    | Liga-Name                      |
| ------------------------ | ------- | ------------------------------ |
| NK Odžak 102             | 3. Liga | Druga Liga Sjever FBiH         |
| NK Mera Vojskova         | 4. Liga | Prva Županijska Liga Posavine  |
| NK Mladost Donji Svilaj  | 4. Liga | Prva Županijska Liga Posavine  |
| NK Mladost Gornja Dubica | 4. Liga | Prva Županijska Liga Posavine  |
| NK Sloga Prud            | 4. Liga | Prva Županijska Liga Posavine  |
| NK Dragovoljac Novo Selo | 5. Liga | Druga Županijska Liga Posavine |